# NGC 2648
NGC 2648 é uma galáxia espiral (Sa) localizada na direcção da constelação de Cancer. Possui uma declinação de +14° 17' 06" e uma ascensão recta de 8 horas, 42 minutos e 39,8 segundos.
A galáxia NGC 2648 foi descoberta em 19 de Março de 1784 por William Herschel.